# Художня гімнастика на Всесвітніх іграх 2005
Змагання з художньої гімнастики на Всесвітніх іграх 2005 року пройшли з 20 по 21 липня у Дуйсбург, Німеччина.

### Медальний залік
| Місце  | Країна    | Золото | Срібло | Бронза | Загалом |
| ------ | --------- | ------ | ------ | ------ | ------- |
| 1      | Росія     | 3      | 1      | 1      | 5       |
| 2      | Україна   | 1      | 2      | 3      | 6       |
| 3      | Казахстан | 0      | 1      | 0      | 1       |
| Всього | Всього    | 4      | 4      | 4      | 12      |

## Медалісти
| Дисципліна         | Золото                | Срібло                | Бронза                |
| Особиста першість  | Особиста першість     | Особиста першість     | Особиста першість     |
| ------------------ | --------------------- | --------------------- | --------------------- |
| Вправа з скакалкою | Ганна Безсонова (UKR) | Віра Сесіна (RUS)     | Наталія Годунко (UKR) |
| Вправа з м'ячем    | Ольга Капранова (RUS) | Ганна Безсонова (UKR) | Віра Сесіна (RUS)     |
| Вправа з булавами  | Ольга Капранова (RUS) | Алія Юсупова (KAZ)    | Наталія Годунко (UKR) |
| Вправа зі стрічкою | Віра Сесіна (RUS)     | Наталія Годунко (UKR) | Ганна Безсонова (UKR) |

#### Вправа з скакалкою
| Місце | Гімнастка               | Сума   |
| ----- | ----------------------- | ------ |
| 1     | Ганна Безсонова (UKR)   | 16,700 |
| 2     | Віра Сесіна (RUS)       | 16,375 |
| 3     | Наталія Годунко (UKR)   | 16,125 |
| 4     | Інна Жукова (BLR)       | 16,000 |
| 5     | Алія Юсупова (KAZ)      | 16,000 |
| 6     | Ольга Капранова (RUS)   | 15,600 |
| 7     | Світлана Рудалова (BLR) | 14,525 |
| 8     | Елізабет Пейчева (BUL)  | 14,275 |

#### Вправа з м'ячем
| Місце | Гімнастка               | Сума   |
| ----- | ----------------------- | ------ |
| 1     | Ольга Капранова (RUS)   | 17,325 |
| 2     | Ганна Безсонова (UKR)   | 16,675 |
| 3     | Віра Сесіна (RUS)       | 16,350 |
| 4     | Інна Жукова (BLR)       | 16,325 |
| 5     | Наталія Годунко (UKR)   | 16,200 |
| 6     | Алія Юсупова (KAZ)      | 16,175 |
| 7     | Світлана Рудалова (BLR) | 15,475 |
| 8     | Елізабет Пейчева (BUL)  | 14,900 |

#### Вправа з  булавами
| Місце | Гімнастка                  | Сума   |
| ----- | -------------------------- | ------ |
| 1     | Ольга Капранова (RUS)      | 16,875 |
| 2     | Алія Юсупова (KAZ)         | 16,475 |
| 3     | Наталія Годунко (UKR)      | 16,450 |
| 4     | Ганна Безсонова (UKR)      | 16,175 |
| 5     | Світлана Рудалова (BLR)    | 15,650 |
| 6     | Віра Сесіна (RUS)          | 15,625 |
| 7     | Інна Жукова (BLR)          | 15,600 |
| 8     | Джульєтта Канталуппі (ITA) | 14,300 |

#### Вправа зі стрічкою
| Місце | Гімнастка                  | Сума   |
| ----- | -------------------------- | ------ |
| 1     | Віра Сесіна (RUS)          | 16,100 |
| 2     | Наталія Годунко (UKR)      | 15,875 |
| 3     | Ганна Безсонова (UKR)      | 15,750 |
| 4     | Інна Жукова (BLR)          | 15,650 |
| 5     | Ольга Капранова (RUS)      | 15,575 |
| 6     | Алія Юсупова (KAZ)         | 15,500 |
| 7     | Світлана Рудалова (BLR)    | 14,150 |
| 8     | Джульєтта Канталуппі (ITA) | 13,200 |